# アルフォンソ・ポンセ・デ・レオン
アルフォンソ・ポンセ・デ・レオン（Alfonso Ponce de León、1906年9月10日 - 1936年9月26日）はスペインの画家である。「シュルレアリスム」、「マジックリアリズム」の画家である。

## 略歴
スペイン南部のアンダルシア州のマラガに生まれた。1911年に家族とマドリードに移り、マドリードの専門学校、Instituto Católico de Artes e Industriasや Instituto Cardenal Cisnerosで学んだ後、1923年から1927年まで王立サン・フェルナンド美術アカデミーで学んだ。同時期の学生にはサルバドール・ダリやレメディオス・バロがいた。友人には劇作家のフェデリコ・ガルシーア・ロルカがいて後にロルカの舞台美術の仕事をすることになった。24歳になった1930年に6か月間パリに出て、パブロ・ピカソらと交流した。
左翼的な映画監督、ルイス・ブニュエルや1936年8月にファシストによって処刑されたロルカの友人であったが、ファシストの思想に同情的で、1933年にファランヘ党(Falange)に加入し、党の出版物の挿絵やポスターを描いた。そのため反対勢力の標的となっていた。スペイン内戦が始まった2か月後の1936年の9月に父親、兄弟とともに拘束され、射殺された。
1936年に描かれた車の事故にあう姿を描いた自画像は自らの死を暗示するものになった。

## 作品

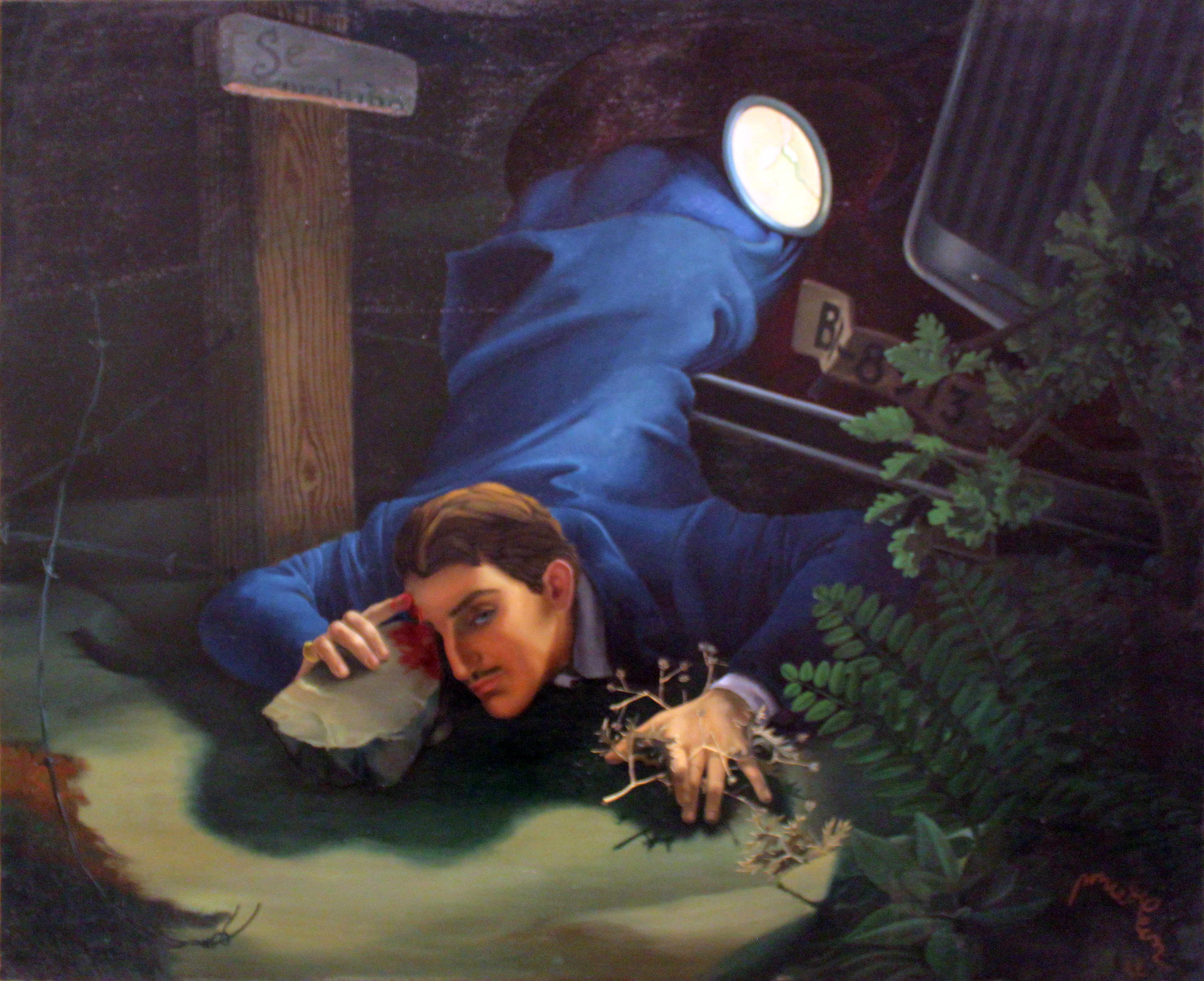
自画像
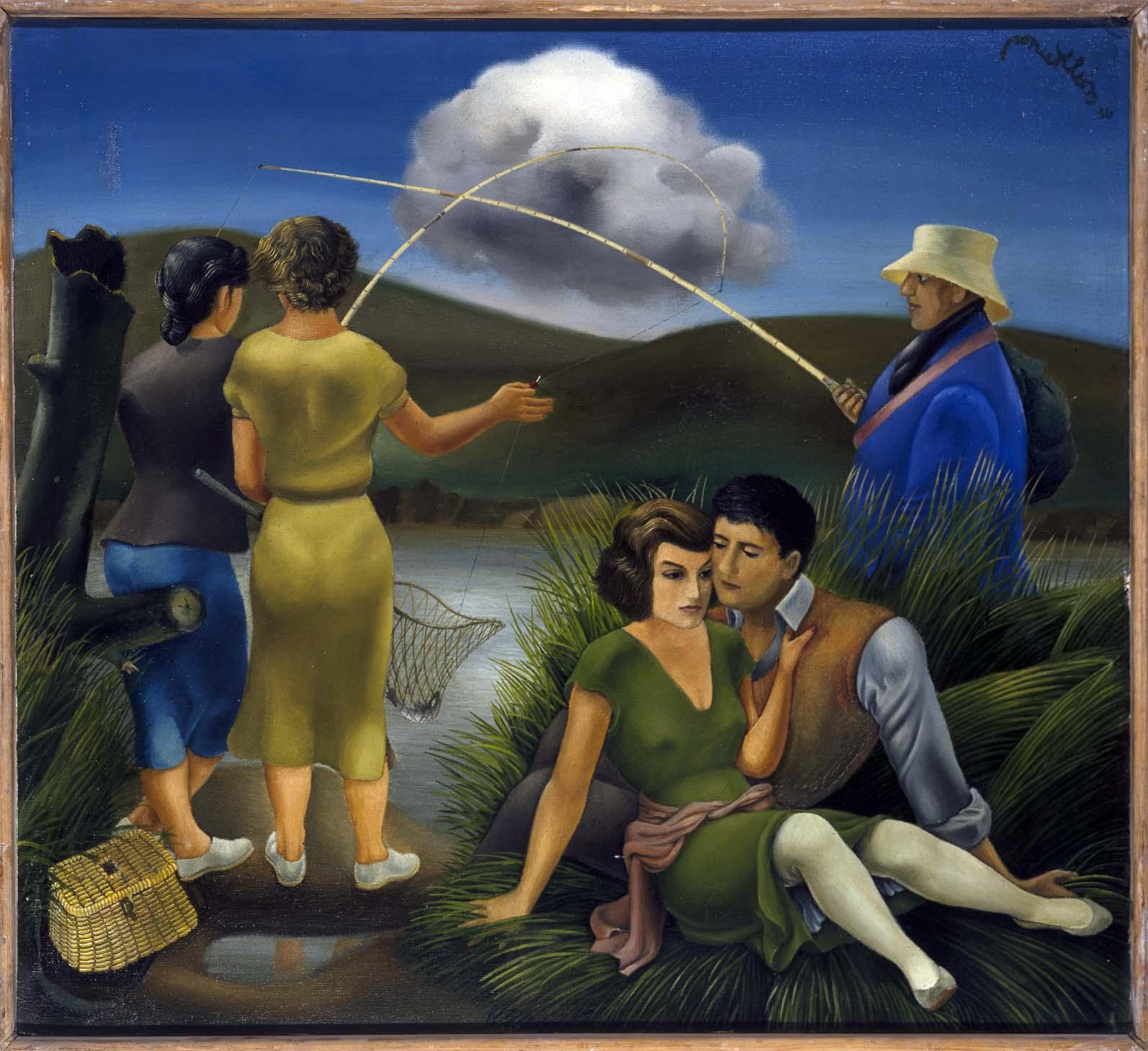
漁師と若者たち (1936)
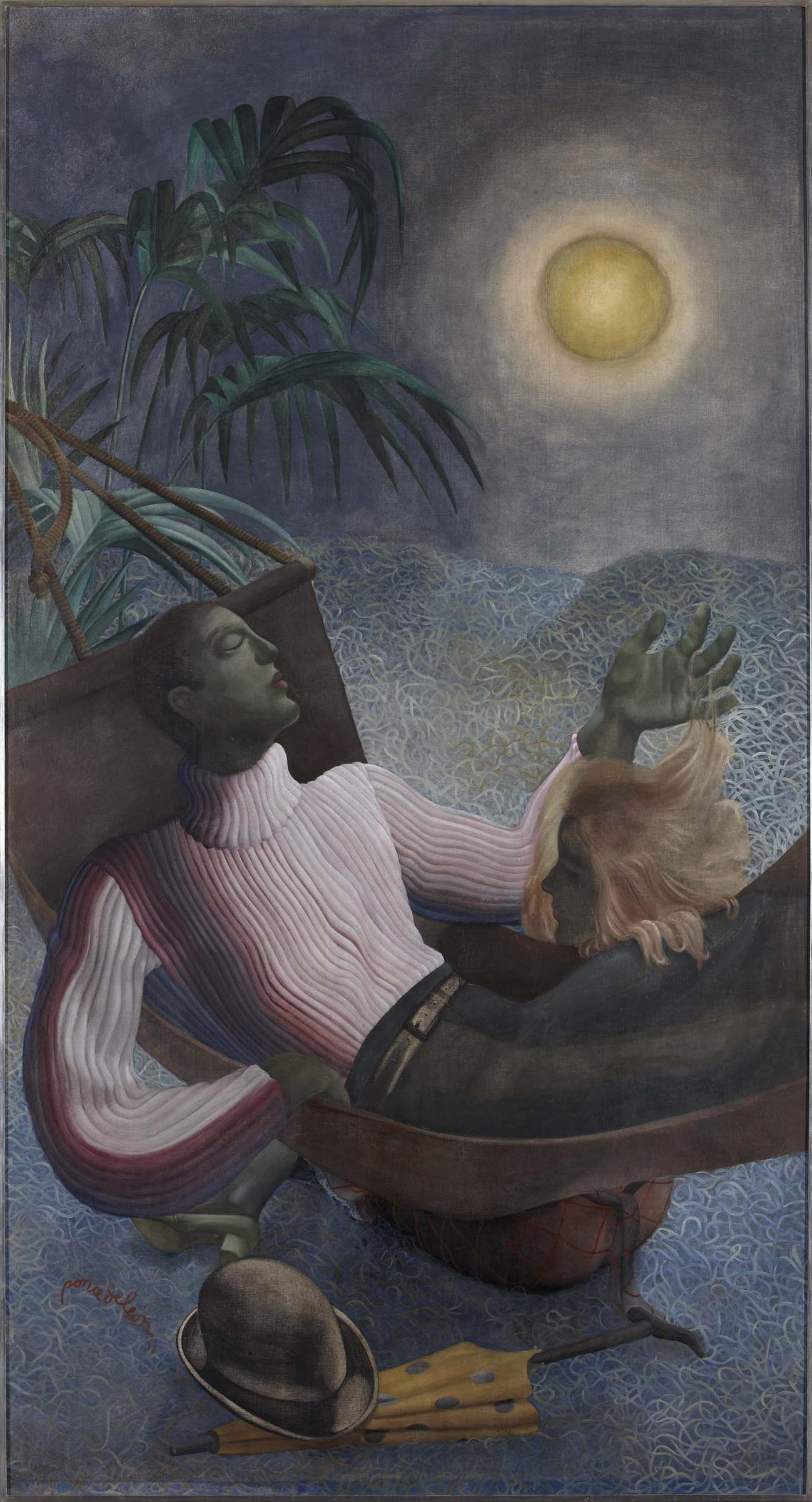
休息
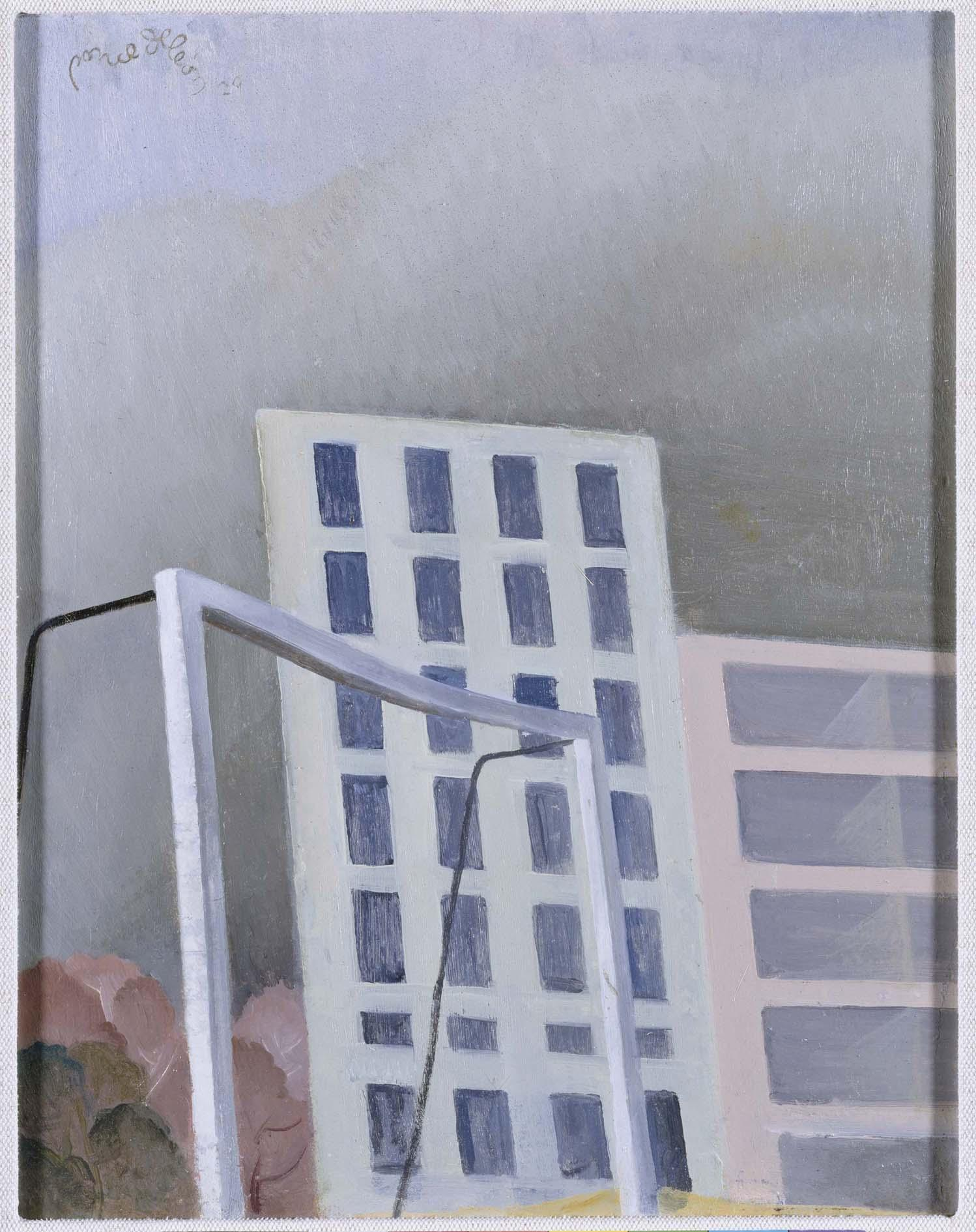
都会の建物